# Chabi-Couma
Chabi-Couma är ett arrondissement i kommunen Kouandé i Benin. Den hade 6 870 invånare år 2002.